# Baccio Gorini

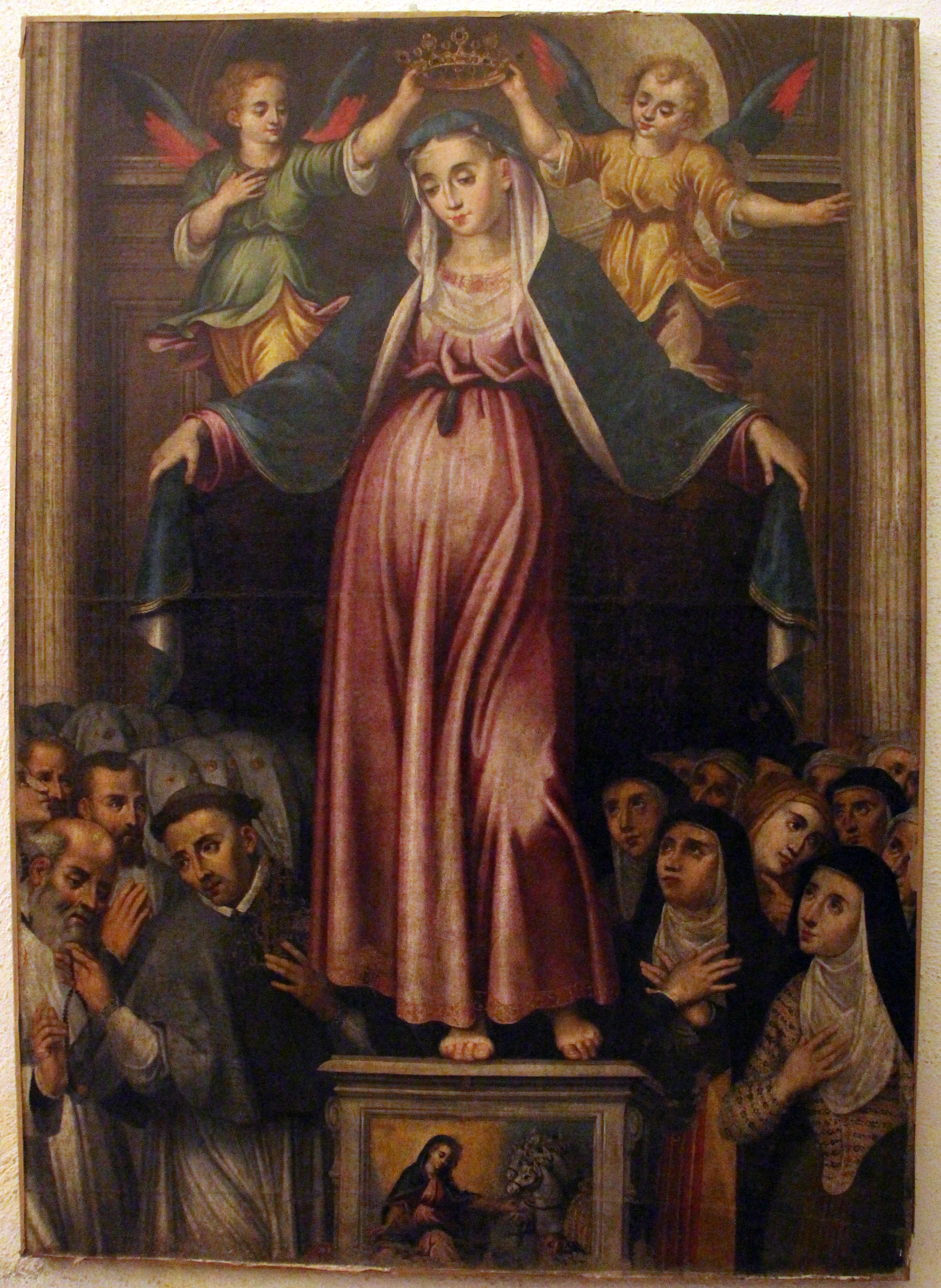
Madonna della Misericordia, nella pinacoteca di Ploaghe

Baccio Gorini (Firenze, 1573 – Florinas, 1628) è stato un pittore italiano.

## Biografia
Fu attivo prima a Firenze, poi a Pisa, Gambassi Terme e in Sardegna a partire dal 1604 circa, forse a Florinas dove si sposò e morì verso il 1628. 
Contrariamente a quanto asserito in G. Ruiu, Baccio Gorini non è identificabile con il “Baccio di Sandro di Baccino Gorini” nato a Firenze il 23 febbraio 1569 (1570, in stile comune), poiché, come emerge dalla consultazione diretta dei documenti dell'Accademia fiorentina del Disegno (alla quale Baccio si iscrisse nel 1596) il padre di Baccio Gorini si chiamava Tommaso. Senza questo collegamento molti studiosi dell'artista penserebbero ancora che egli giunse in Sardegna come esule nel 1588. 
Baccio Gorini, che in realtà si chiamava Bartolomeo (Baccio è un diminutivo di Bartolomeo comunissimo a Firenze), nacque a Firenze nel 1573, dal quale emerge inoltre che il cognome Gorini derivò a questo ramo della famiglia (che non fu imparentato con quello del funzionario mediceo Lattanzio Gorini) dal bisnonno del pittore, di nome Goro, che tra l'altro non aveva nulla a che fare con il paese di Gambassi. Inoltre il Tommaso Gorini che lavorò in Casentino, e che il Ruiu suppone essere figlio di Baccio, in realtà non lo fu, poiché, come si ricava sempre dai documenti accademici e dal testo dello Zangheri, il padre di questi si chiamava Alfonso. Tutt'al più potrebbe esser stato quindi un suo nipote. I suoi dipinti sono stati reperiti sia in Toscana (Gambassi Terme, Cerreto Guidi), che in Sardegna (Codrongianos, Ploaghe, Sassari).